# 贝洛莫宫博物馆

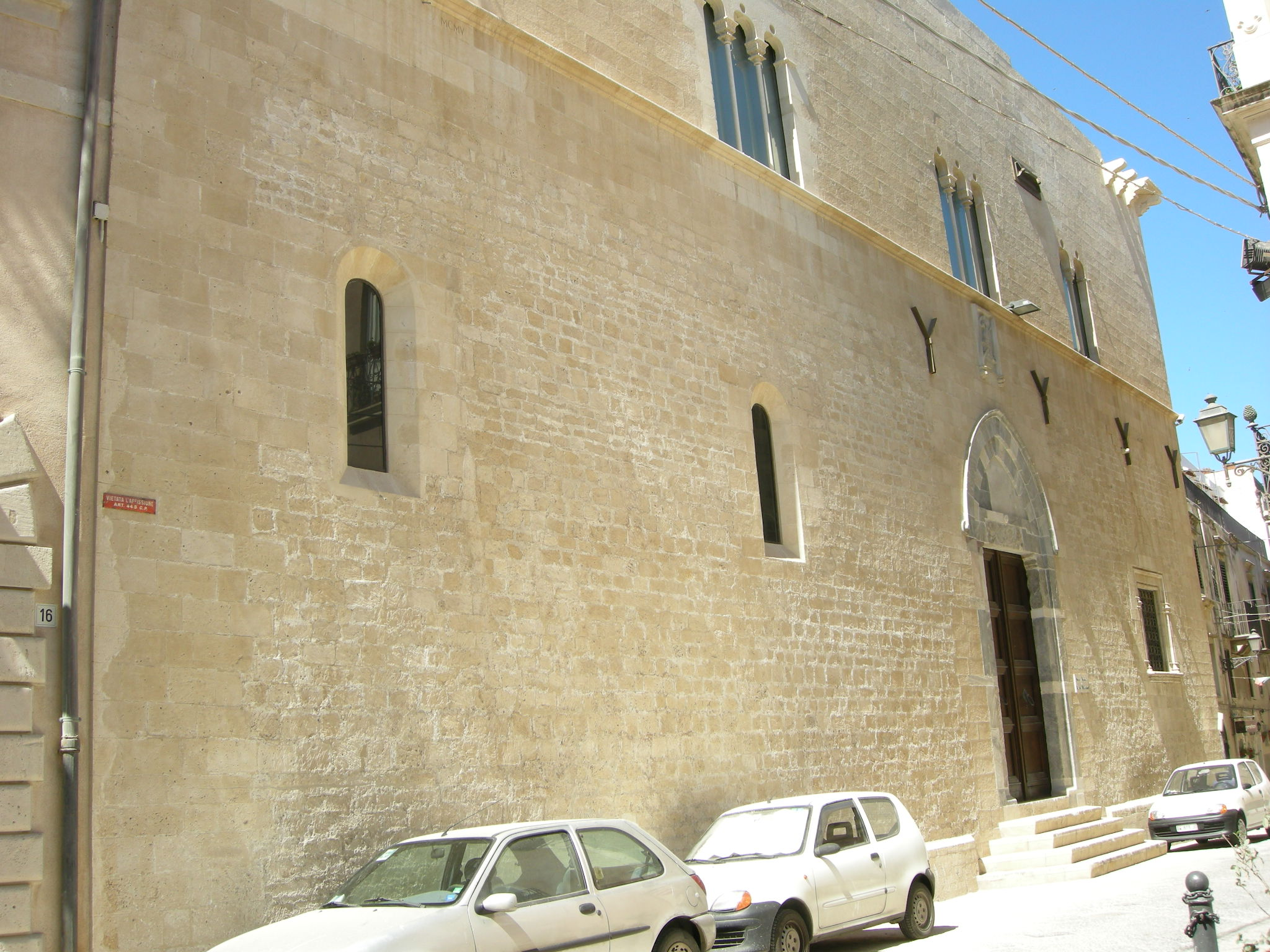

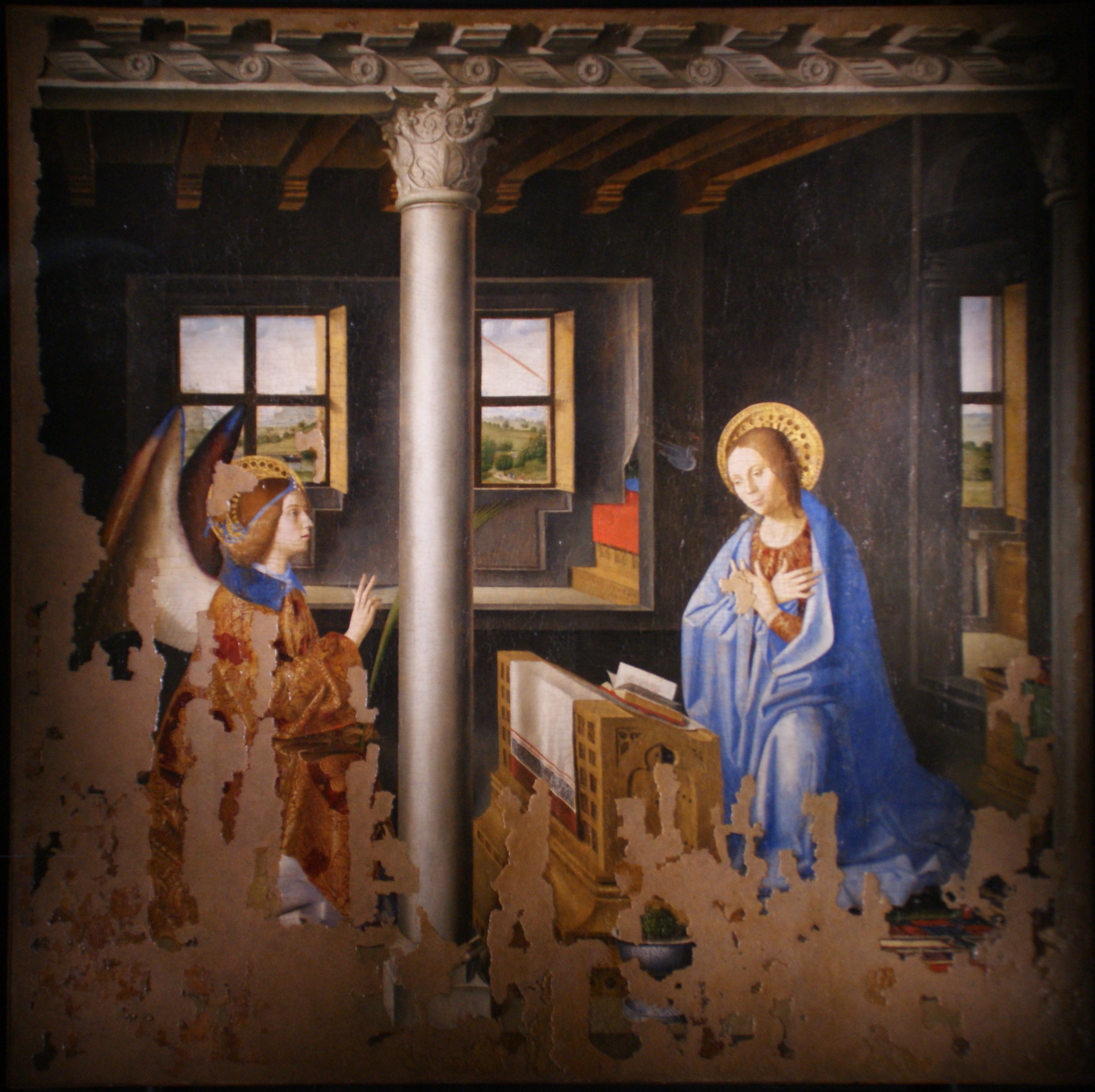

贝洛莫宫博物馆 (義大利語：Museo di palazzo Bellomo) 是西西里锡拉库萨的一家艺术博物馆，收藏了几个世纪以来来自锡拉库萨和该地区的西西里艺术（绘画、雕塑和装饰艺术）。该系列中最值得一提的是安东内洛·达梅西纳的《圣母领报》（已损坏）。
博物馆位于贝洛莫宫。这座宫殿的起源可以追溯到12世纪，即霍亨斯陶芬统治时期。这座宫殿至今仍保存得异常完好，主立面、地下室和一楼基本上仍保留着12世纪的外观。14世纪进行了较大规模的改建，15世纪时，它属于贝洛莫家族，因此得名。从这一时期开始，许多细节，如门窗和楼梯，都受到当时西西里岛流行的加泰罗尼亚哥特式风格的影响（当时西西里岛是阿拉贡王国的一部分）。18世纪，这座宫殿和邻近的帕里西奥宫改为本笃会修道院，两座建筑合并为一座。1866年，这座宫殿被意大利政府征用，自1940年起作为博物馆使用。2004-2009年进行了翻修。